# ミミキジ

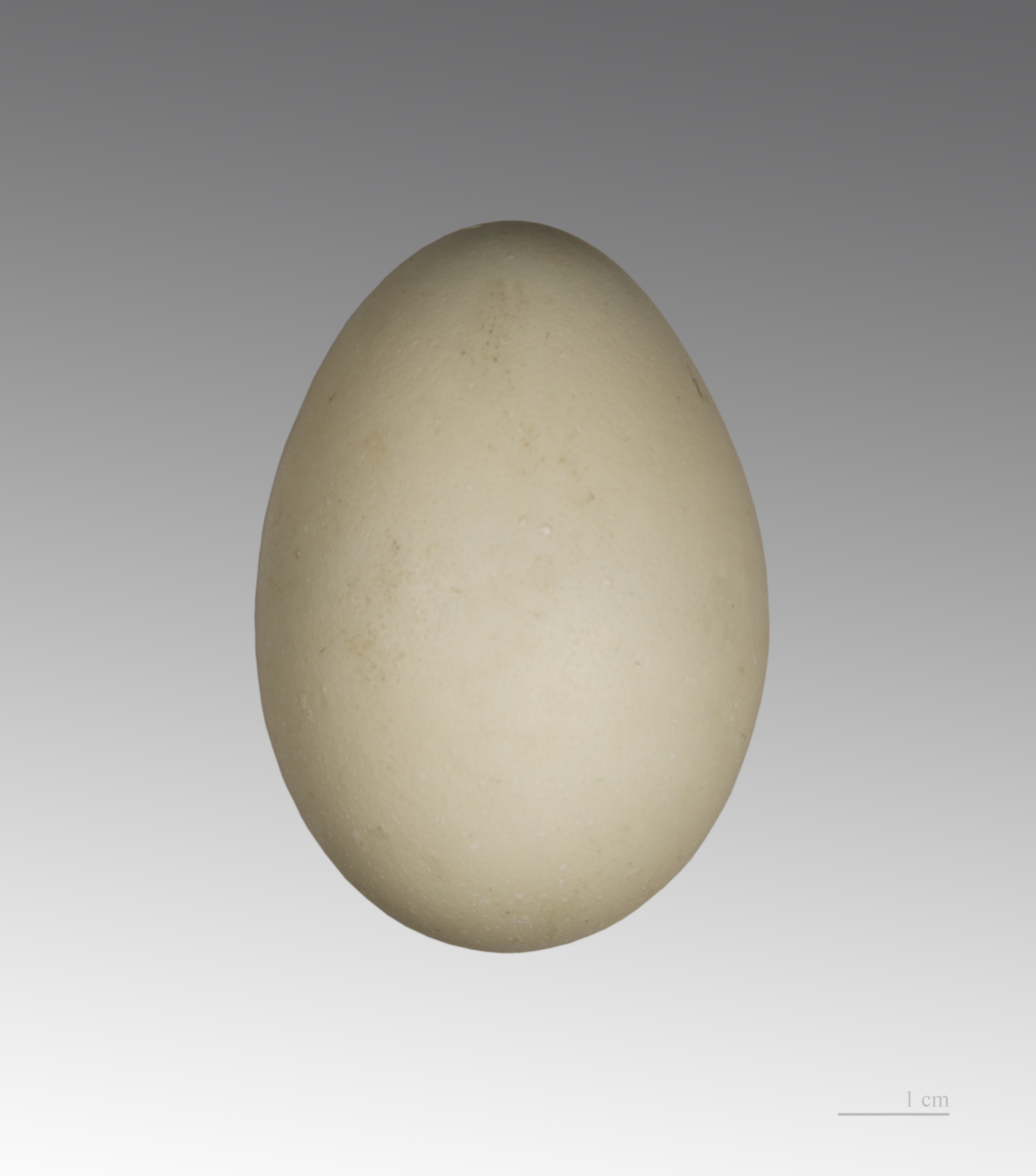
Crossoptilon mantchuricum

ミミキジ（耳雉、Crossoptilon mantchuricum）は、キジ目キジ科ミミキジ属に分類される鳥類。別名カケイ、カッショクカケイ。

## 分布
中華人民共和国（河北省、山西省）固有種

## 形態
全長96-100cm。翼長オス27-31.2cm、メス26.5-29cm。体重オス1.6-2.5kg、メス1.5-2kg。尾羽の枚数は22枚。頬から後方へ羽毛が伸長する。全身は褐色の羽毛で被われる。頭頂や頸部は黒や濃褐色、腹部は淡褐色の羽毛で被われる。腰や尾羽基部の上面（上尾筒）は白い羽毛で被われる。尾羽の色彩は白く、先端は紫みを帯びた褐色。
顔には羽毛が無く、赤い皮膚が露出する。嘴の色彩は赤みを帯びた黄色。後肢の色彩は赤い。
卵は長径5.3cm、短径3.9cmで、卵を覆う殻は灰緑色。

## 生態
標高1,300-3,500mにある森林や岩場、草原などに生息する。
食性は雑食で、植物の根、果実、種子、昆虫、ミミズなどを食べる。
繁殖形態は卵生。地面のくぼみに落ち葉を敷いた巣に、1回に5-8回の卵を産む。抱卵期間は26-27日。

## 人間との関係
卵が食用とされることもある。
開発による生息地の破壊、食用の乱獲などにより生息数は減少している。